# Bojinu, Gorj
Bojinu este un sat în comuna Crușeț din județul Gorj, Oltenia, România.